# Hjálpum Þeim
Hjálpum Þeim, que en islandés significa Ayudémolos, fue una canción grabada en 1986 por varios de los músicos más importantes del momento en Islandia con motivos de reunir fondos para combatir la pobreza en África.

El sencillo, integrado por una canción fue nuevamente grabado en 2005 y lanzado con el título de Hjálpum Þeim 2005.

## Créditos
- Música: Axel Einarsson.
- Letra: Jóhann G. Jóhannsson, Gunnar Þórðarson y Eyþór Gunnarsson.

Alma Dögg Jóhannsdóttir - vocalista de fondo. Andrew Watkinson - violín. Axel Einarsson - vocalista de fondo. Ásgeir Steingrímsson - trompeta. Björgvin Gíslason - guitarra y vocalista de fondo. Björgvin Halldórsson - vocalista y vocalista de fondo. Björn Thoroddsen - guitarra y vocalista de fondo. Bubbi Morthens - vocalista. Carmel Russill - chelo. Charles Berthon - violín. Dagur Hilmarsson - vocalista de fondo. Einar Jónsson - vocalista de fondo. Eiríkur Hauksson - vocalista y vocalista de fondo. Ellen Kristjánsdóttir - vocalista y vocalista de fondo. Eyþór Gunnarsson - teclado y vocalista de fondo. Flosi Einarsson - vocalista de fondo. Friðrik Karlsson - guitarra. G. Hjörtur Howser - vocalista de fondo. Guðrún Sigurðardóttir - violonchelo. Gunnar Þórðarson - vocalista de fondo. Gunnlaugur Briem - batería. Hafsteinn Valgarðsson - vocalista de fondo. Haraldur Þorsteinsson - vocalista de fondo. Helga Möller - vocalista y vocalista de fondo. Helgi Björnsson - vocalista. Herbert Guðmundsson - vocalista y vocalista de fondo. Hildigunnur Halldórsdóttir - violín. Hjalti Gunnlaugsson - vocalista de fondo. Ingólfur Sv. Guðjónsson - vocalista de fondo. Jakob R. Valgarðsson - vocalista de fondo. Jenný Ásmundsdóttir - vocalista. Jon Kjell Seljeseth - teclado. Jóhann G. Jóhannsson vocalista y vocalista de fondo. Jóhann Helgason - vocalista y vocalista de fondo. Jón Borgar Loftsson - vocalista de fondo. Jón Gústafsson - vocalista de fondo. Jón Þór Gíslason - vocalista de fondo. Kathleen Bearden - violín. Kristinn Svavarsson - saxofón. Kristján Jóhannsson - vocalista. Lísa Pálsdóttir - vocalista y vocalista de fondo. Magnús Guðmundsson - vocalista. Magnús Þór Sigmundsson - vocalista y vocalista de fondo. Ólafur Þórarinsson - vocalista. Páll Einarsson - violonchelo. Pálmi Gunnarsson - vocalista y vocalista de fondo. Pétur Hallgrímsson - vocalista de fondo. Pétur Hjaltested - vocalista de fondo. Pétur Kristjánsson - vocalista y vocalista de fondo. Rafn Jónsson - vocalista de fondo. Richard Scobie - vocalista y vocalista de fondo. Rúnar Júlíusson - vocalista y vocalista de fondo. Rúnar Þórisson - vocalista de fondo. Sigfús Örn Óttarsson - vocalista de fondo. Sigrún Hjálmtýsdóttir - vocalista. Sigurður Gröndal - vocalista de fondo. Skúli Sverrisson - bajo. Szymon Kuran - violín. Þórður Bogason - vocalista de fondo. Þórhallur Sigurðsson - vocalista y vocalista de fondo. Þórhallur Birgisson - violín. Þórir Baldursson - piano. Ívar Sigurbergsson - vocalista de fondo.

## Versión posterior
- 2005 - Hjálpum Þeim 2005.